# 山东万寿竹
山东万寿竹（学名：Disporum smilacina）为秋水仙科万寿竹属的植物。分布在朝鲜、日本以及中国大陆的山东等地，生长于海拔400米的地区，常生于林中，目前尚未由人工引种栽培。

## 别名
儿百合（山东）